# IPad (第3世代)
iPad（アイパッド）は、Appleによって開発及び販売されているタブレット型コンピューターで、iPad シリーズの第3世代にあたる機種（以下、第3世代iPadと呼ぶ）。同じ名称であった iPad シリーズの第1世代にあたる機種（以下、第1世代iPadと呼ぶ。）および先代のiPad 2と区別する為、Appleなどは 新しいiPad（あたらしいアイパッド）の名称を用いていたが、iPad (第4世代)およびiPad miniの発表に伴い使われなくなった。わずか半年で新モデルが発表された事から、一部で混乱を招いた。
第3世代iPadには、Wi-Fiによる無線LAN機能付きと、Wi-Fiと携帯電話事業者が提供する通信網である第4世代移動通信システム (4G) の両機能を搭載した2つのモデルがあり、日本ではiPad (第1世代) および iPad 2と同様にソフトバンクモバイルより発売されている。
2016年6月14日(日本時間)に行われたWWDC 2016で発表となったiOS 10には対象外となった。よってiPad 2と共にiOS 9系が最終サポートとなる。

## 概要
iPadシリーズの3代目として、先代のiPad 2より1年ぶりに発表・発売された。最大の特徴は、2,048×1,536ドット（解像度264ppi）と、先代と比較して2倍の解像度を持つRetinaディスプレイが採用され高画像になって画面がとても綺麗に秀麗になったことと、500万画素に強化され、1080pのHDビデオ撮影が可能になったカメラ機能が搭載された。
それらの機能強化に合わせてCPUをApple A5Xに変更。GPUが4コアになった。これにより、iPad 2と比べて4倍のピクセルを動かせるようになった。
また、これまでの3G通信に加え、第3.5世代移動通信システム (3.5G、HSPA+/DC-HSDPA)とLTEに対応し高速なデータ通信が可能となった。
重量及びサイズは、先代より若干増加、初代iPadを下回っている。PC接続及び充電は、従来と同じ30ピンDockコネクタを使用する（後継機の第4世代よりLightningケーブルへ変更）。
第3世代のiPadは、モバイルWi-Fiルーターのように利用できるテザリング機能をサポートするが、日本を含む一部の国では通信会社の機能規制によりテザリングが利用できない。第3世代が販売後も、先代モデルiPad 2 16GBモデルは値下げして継続販売された。
後継機の第4世代が発表されると、第3世代は製造を事実上終了したが、先代のiPad 2は販売を継続している。

### LTEの対応状況
これまでの3G通信に加え、第3.5世代移動通信システム (3.5G、HSPA+/DC-HSDPA)とLTEに対応し高速なデータ通信が可能となる。アメリカ国内ではAT&TとベライゾンそれぞれのLTE使用周波数帯および3G通信規格に合わせたモデルが発売される。しかし対応しているのは北米の2キャリアのみで、それ以外の国では対応していない。このため、後述するようにオーストラリアなど一部の国では名称などの対応を巡って騒動となった。
日本国内においても同様に、LTEで使用している周波数帯や事業者の関係からLTEが使用できない。このため、2012年3月時点ではソフトバンクが提供する回線は通常の2.1GHz帯を使用した3G ハイスピード（下り最大14Mbps）で行われ、同年7月25日より900MHz帯（プラチナバンド）がサービス開始された時点でHSPA+（下り最大21Mbps）での通信が可能となる。
なお、CDMA2000でiPhone 4Sを販売しているKDDIは、CDMA規格対応のiPadを販売するかについてはコメントを出していなかったが、後継となる4代目のiPadとiPad miniから参入することになった。

## 沿革
- 2012年3月7日 （米国時間） - サンフランシスコで開かれた製品発表会で第3世代iPadを発表。「iPad 3」や「iPad HD」という予想があったものの、第3世代iPadにナンバリングは使用されず公式サイトでも「新しいiPad」と表現している。[16]
- 2012年3月16日 - 前世代の2の発売が震災の影響により延期になった日本を含む世界各国で第3世代iPad発売開始。日本では4G版について、これまで同様ソフトバンクモバイルが販売する（Wi-Fi版の販売は複数から）。
- 2012年5月 - 4Gネットワークが利用できない地域でも「Wi-Fi + 4G」の名称が使われたことを問題視する声があり、特にオーストラリアでは行政により表示改善と購入者への返金が命じられた。このためAppleは（詳しい理由を説明していないものの）世界的に「Wi-Fi + Cellular」に名称を変更した[17]。
- 2012年10月23日（米国時間） - 第4世代iPadの発表に伴い販売終了。

## 価格

### アメリカ合衆国と日本での本体価格
アメリカ合衆国での価格（円換算価格は第3世代販売開始の2012年3月のレート「US$1=¥85」で計算している）
| モデル                | 16 GB             | 32 GB             | 64 GB             |
| --------------------- | ----------------- | ----------------- | ----------------- |
| iPad Wi-Fi            | US$499（¥42,415） | US$599（¥50,915） | US$699（¥59,415） |
| iPad Wi-Fi + Cellular | US$629（¥53,465） | US$729（¥61,965） | US$829（¥70,465） |

日本での価格（Apple Storeおよびソフトバンク公式サイトに基づく）
| モデル名               | iPad Wi-Fi （第3世代） | iPad Wi-Fi （第3世代） | iPad Wi-Fi （第3世代） | iPad Wi-Fi + Cellular （第3世代） | iPad Wi-Fi + Cellular （第3世代） | iPad Wi-Fi + Cellular （第3世代） |
| フラッシュメモリの容量 | 16 GB                  | 32 GB                  | 64 GB                  | 16 GB                             | 32 GB                             | 64 GB                             |
| ---------------------- | ---------------------- | ---------------------- | ---------------------- | --------------------------------- | --------------------------------- | --------------------------------- |
| 一括販売時の価格       | ¥42,800                | ¥50,800                | ¥58,800                | ¥53,760                           | ¥61,680                           | ¥69,600                           |

## iPadモデルの変遷
（横スクロールできる画像です）